# 龙水南路隧道
龙水南路隧道是中國上海市一座在建中的橫跨黃浦江的隧道，主要服务浦东前滩與徐汇滨江地区間的交通往來。隧道西起徐汇区龙水南路喜泰北路交叉口，工程分南、北两线，北线至浦东新区海阳西路耀龙路交叉口，全长1.781公里；南线至浦东新区高青西路耀龙路交叉口，全长2.331公里。隧道采用双向4车道规模，设计车速为40km/h，最大纵坡5.99%。
越江段盾构隧道为单管双层4车道，外径14米，东起前滩休闲公园内的工作井，西至龙水南路云锦路口的接收井。浦东段南、北线盾构隧道均为单管单层2车道、外径11.36米，自前滩休闲公园工作井始发，应用GPST技术，以浅埋导坑接收盾构，衔接地面明挖段。浦西段云锦路井以西为沿龙水南路明挖，预留一支规划六路方向的辅助出口。
主线越江隧道抵达浦西江岸时，需沿地铁11号线区间南侧，穿越31609部队驻原云峰油库的营区。此前为实施浦江岸线辟通，云峰油库与该营区2017年已部分进行动迁，拆除了龙腾大道道路红线内的建筑，但没能对地块进行全面土地置换，致使龙水南路隧道的施工亦受制于部队审批。

## 歷史
2012年，上海市政府批复的《黄浦江南延伸段前滩地区（Z000801单元）控制性详细规划》提出增加龙水南路越江隧道。2013年11月，龙水南路隧道規劃方案進入公示階段。2017年12月，龙水南路隧道新建工程初步设计方案获得专家评审通过。2019年9月，相关建设工程设计方案在份在上海市规划资源局官网公示。
2019年12月25日，龙水南路隧道正式动工。
截至2025年4月，浦东南、北线隧道已完工；越江段隧道工期预计6个月，但因浦西部队用地未获批，主线盾构无法从浦东始发掘进。越江段盾构始发前，需在非汛期对该段33.5米长的防汛墙提标改造，并切削营区浮码头的撑杆墩，工期预计4个月，也需部队支持批复同意，市交通委、军民融合办、徐汇区正协调有关事宜。